# الخطاب على الباب (مسلسل)
الخطاب على الباب مسلسل تونسي عُرض الموسم الأول في رمضان عام 1996، و تواصل الموسم الثاني في رمضان عام 1997 على قناة تونس 7. هو من تأليف علي اللواتي، و إخراج صلاح الدين الصيد و إنتاج مؤسسة الإذاعة والتلفزة التونسية.
يتألف المسلسل خلال موسميه من ثلاثين حلقة (خمسة عشر حلقة في كل موسم). يروي أجواء الأحياء العتيقة بالعاصمة التونسية خلال شهر رمضان المعظم، يروي الإشتباكات اليومية بين الحماة "منّانة" (التي لها تفكير قديم) و زوجة إبنها "صفيّة" (التي لها تفكير عصري متطور)، و يُدخل الفكاهة سواء من "الشيخ تحيفة" و "سطيّش" في منزل "الشاذلي التمار"، أو من "عبودة" و تصرّفاته الكوميدية في محل النجار "صليح"، أو في المقهى مع أبناء الحي بعد الإفطار ليحلو السهر في «قهوة السوق». كما يروي المسلسل قصة حب بين "فاطمة" إبنة "الشاذلي التمار"، والطالب "أحمد" المقيم بتونس، إضافة إلى طرح عدة قضايا إجتماعية أخرى.

## القصة
تدور أحداث المسلسل في منزل بالمدينة القديمة بتونس، يملكه الشاذلي التمار، فلاح ثري يعيش مع عائلته في أجواء تقليدية. ينحدر من عائلة تونسية ذات شهرة عريقة.
تتراكم عدة أحداث غير معتادة خلال شهر رمضان تهز أجواء المنزل، ويحاول الشاذلي التعامل معها بمساعدة والدته منّانة، مثل هروب ابنه بالتبني قميّر بعد أن صفعته صفيّة، زوجة الشاذلي. كما ينشأ سوء تفاهم بين الشاذلي وصفيّة التي تقرر العمل بشكل مفاجئ وتحمل في سن السابعة والأربعين. ابنته فاطمة، خلال سنة اجتياز الباكالوريا، تعيش قصة حب مع أحمد، الشاعر وطالب الدكتوراة القادم من مدينة باجة والذي يطلب يدها. وتواجه ابنته الأخرى سعاد وزوجها المنجي مشاكل في رعاية ابنهما نبيل البالغ من العمر سنتين. من جانب آخر، فإن عثمان، مساعد الشاذلي في أعماله الفلاحية، يطلب يد حدّة، خادمة عائلة التمار. أما الشيخ الهادي تحيفة، ابن عم والد صفيّة، هو الشخصية الأكثر كوميدية في المسلسل، وهو ضيف عائلة التمار في شهر رمضان ويريد أيضًا الزواج من حدّة.
وفي الموسم الثاني أنجبت صفيّة ولداً اسمه محمد علي، وأصبحت تدير معمل نسيج. يحاول الشيخ تحيفة أن يتدخل بالسحر والشعوذة في تصرفات حدّة لكي تنفصل عن عثمان وتتزوجه. حدّة هي الأخرى منزعجة من عثمان الذي نسي الاتصال بها لفترة طويلة. أما فاطمة، تغار من الصحفية روضة التي تحاول التقرب من أحمد. هذا الأخير يواجه مشاكل أخرى بعد وفاة جدّه، حيث يريد بيع جميع ممتلكاته التي ورثها لكنه يلاقي رفض والدته. من جانب آخر، يأتي إلياس، قريب عائلة صفيّة، من باريس لقضاء شهر رمضان مع عائلة التمار، ويقوم خلاله بسرقة مقتنيات ثمينة من المنزل ومن معمل صفيّة، لصالح لمين رجل الأعمال الذي يعود إلى الحي بعد غياب. هذا الأخير يبذل قصارى جهده لشراء «قهوة السوق» من سلومة وابنة عمه ناجية، التي ترفض العرض وتواجه مشاكل مع ابن عمها. كما يريد لمين شراء منزل بيّة، وهو منزل لأعيان من المدينة العتيقة. بيّة التي تعاني من مشاكل العقم توافق من أجل العلاج لإنجاب الأطفال. وبالعودة إلى سرقة مقتنيات من منزل التمار، تشتبه العائلة في قيام قميّر بذلك؛ هذا الأخير يفقد أعصابه ويغادر المنزل، قبل أن يتراجع بعد اعتراف إلياس.

## الشخصيات

### الشخصيات الرئيسية
- منى نور الدين: «منّانة التمار» أرملة فلاح ثري من أعيان مدينة تونس العتيقة
- رؤوف بن عمر: «الشاذلي التمار» ابن منّانة، فلاح ثري ورب العائلة في منزل التمار
- سامية رحيم: «صفيّة تحيفة» زوجة الشاذلي، ربة بيت ثم مديرة معمل نسيج
- عبد الحميد قياس: «الشيخ الهادي تحيفة» ابن عم والد صفيّة، متقاعد وعازف كلارينت
- رملة العياري: «فاطمة التمار» ابنة الشاذلي وصفيّة، طالبة جامعية في الأدب
- نجيب بالقاضي: «أحمد التواب» شاعر من باجة، خطيب فاطمة وطالب دكتوراة
- نعيمة الجاني: «حدّة» أو «مفيدة» معينة منزلية في منزل التمار
- أحمد السنوسي: «عثمان آغا» أو «عثمان داي» فلاح، قريب عائلة التواب وخطيب حدّة
- فيصل بالزين: «قمر الزمان الميساوي» أو «قميّر» أو «سطيّش» ابن الشاذلي وصفيّة بالتبني، لص سابق
- سهام مصدق: «نعيمة الغولة» أو «نعيمة الكحلة» حرفيّة في تضريب اللحف، ثم خيّاطة في معمل صفيّة
- صلاح مصدق: «صليح» نجار وصديق قميّر
- جودة ناجح: «بيّة النحايسي» ابنة خالة الشاذلي وخطيبته السابقة، ثم زوجة صليح
- درصاف مملوك: «سعاد التمار» ابنة الشاذلي وصفيّة، طبيبة
- فتحي المسلماني: «المنجي» عالم آثار من بنزرت، زوج سعاد
- جمال ساسي: «رضا» أو «حفة» لص سابق وصديق قميّر، نادل في «قهوة السوق»
- رياض النهدي: «عبودة» صديق قميّر، يعمل مع صليح في النجارة

### الشخصيات الثانوية
- عزيزة بولبيار: «ناجية دربالة» جارة عائلة التمار وصديقة بيّة، صاحبة «قهوة السوق»
- خديجة بن عرفة: «منيرة» جارة عائلة التمار، صديقة بيّة وناجية
- فاطمة البحري: «بهيجة» جارة عائلة التمار، صديقة بيّة وناجية
- شريف العبيدي: «عبد الستار» أو «ستورة» زوج بهيجة، متقاعد من شركة البريد
- سليم محفوظ: «سلومة دربالة» صديق عبد الستار وابن عم ناجية، صاحب «قهوة السوق» بالاشتراك معها
- رمضان شطا: «التيجاني» أو «كلسيطة» صاحب محل ملابس مستعملة، صديق الشاذلي
- حاتم بالرابح: «إلياس» ابن شقيقة الشيخ الهادي تحيفة
- منصف قرط: «مصطفى» حلاق، صديق الشاذلي والتيجاني
- نجيبة بن عامر: «زُهرة التواب» والدة أحمد التواب
- محمد كوكا: «سي لمين» رجل أعمال ثري، صديق عبد الستار
- ريم الرياحي: «روضة» صحفية تلفزية، صديقة عبودة
- ألفة الطرودي: «سهام البواب» طالبة من سوسة، صديقة فاطمة
- زهير الرايس: «سامي البواب» ابن عم سهام ثم خطيبها

### ضيوف الشرف
- رشيد قارة: «الحاج محمد البواب» جدّ سهام وسامي
- الشاذلي زعرة: «الحاج محمد التواب» جدّ أحمد وخال عثمان
- فوزي كشرود: «الحطاب» شقيق نعيمة، أصم أبكم
- فتحي العكاري: «منصور» بائع خضراوات بالقرب من منزل التمار
- محمد ممدوح: «لطفي» بائع حلويات بالقرب من منزل التمار
- دليلة مفتاحي: «فضيلة» شقيقة صليح
- جليلة برهان: «منا تحيفة» والدة إلياس وشقيقة الشيخ الهادي تحيفة، تعيش في باريس
- آمال البكوش: «الحاجة سيّدة» مديرة معمل نسيج
- منيرة بن عرفة: «الحاجة منجيّة» مسؤولة المخازن في معمل صفيّة
- دلندة عبدو: «حبيبة» جارة عائلة التمار
- عبد الغني بن طارة: «لمجد» طليق ناجية، حرفيّ في صناعة الشاشية
- سامية العياري: «فايزة» مسؤولة الورشات في معمل صفيّة
- هشام موقو: «مراد» صديق قميّر
- الأمين النهدي: «بومنيجل» حارس موقع الآثار الذي يعمل فيه المنجي
- محمد الحبيب الشعري: «نبيل» ابن سعاد والمنجي

## فريق العمل
| العمل     | صاحب العمل                      |
| --------- | ------------------------------- |
| الإنتاج   | مؤسسة الإذاعة والتلفزة التونسية |
| الموسيقى  | حمادي بن عثمان                  |
| السيناريو | علي اللواتي                     |
| الإخراج   | صلاح الدين الصيد                |

## روابط خارجية
- الخطاب على الباب على موقع IMDb (الإنجليزية)
- الخطاب على الباب على موقع قاعدة بيانات الفيلم (الإنجليزية)